# Chiesa della Santa Croce (Fiscaglia)
La chiesa della Santa Croce è la parrocchiale a Migliarino, frazione di Fiscaglia, in provincia di Ferrara. Appartiene al vicariato di San Cassiano dell'arcidiocesi di Ferrara-Comacchio e risale al XVI secolo.

## Storia

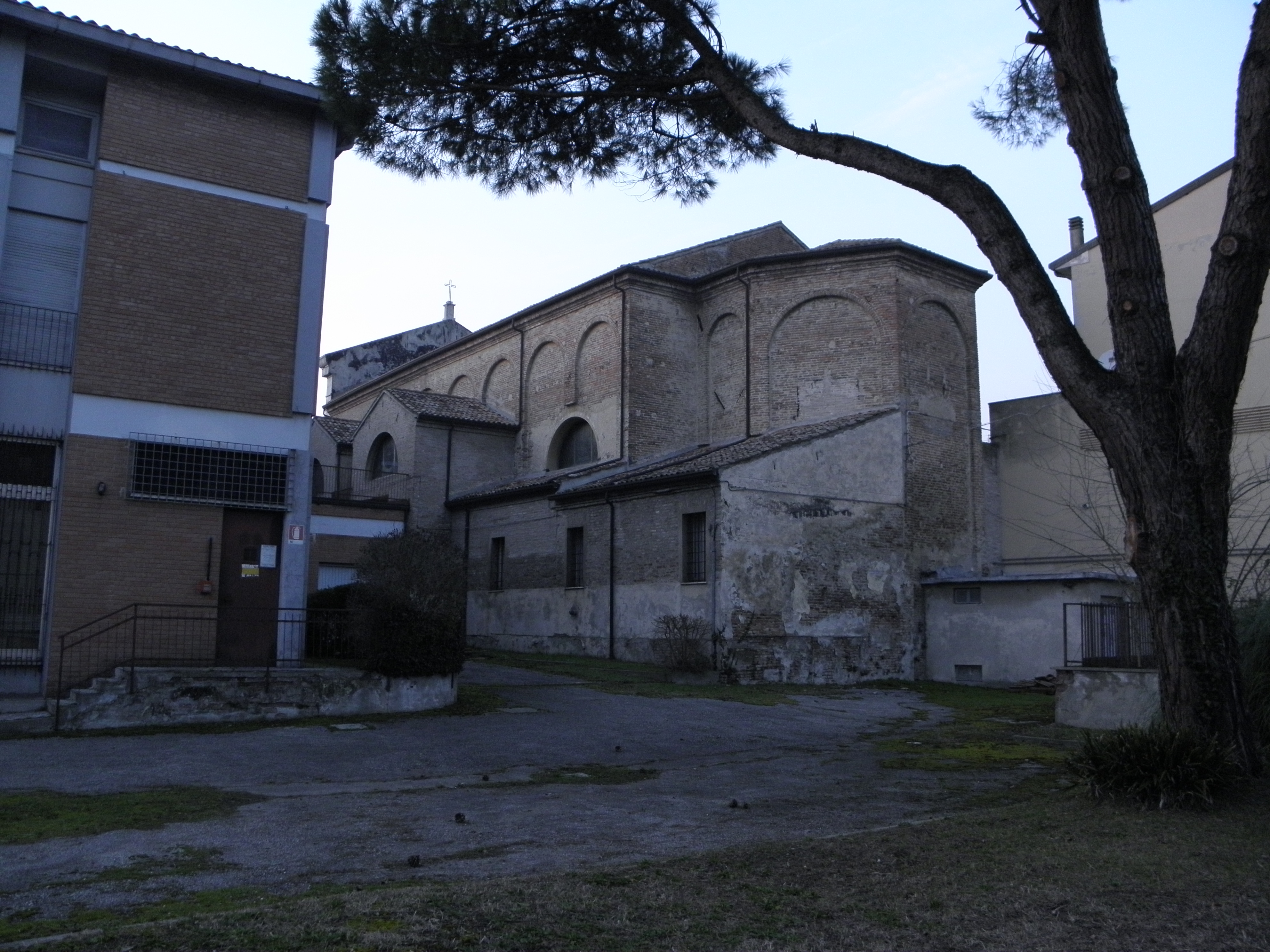
Chiesa di Santa Croce, zona absidale.

La data di costruzione della chiesa di Migliarino intitolata alla Santa Croce riportata dalle fonti è il 1592. Sembra che tale culto per la Croce fosse già presente nella zona perché una piccola edicola costruita vicino ad un incrocio con questa immagine sacra era stata eretta già prima del 1410.
Poco prima della metà del XIX secolo fu oggetto di importanti lavori di restauro sulla struttura.
Le quattro cappelle interne furono dipinte dal decoratore Vito Cavicchi nel XIX secolo.
La facciata è stata completata ed arricchita nel 1938, quando vennero posti angoli laterali marmorei dall'aspetto di lesene a reggere la modanatura del tetto. Sopra il portale venne inserito un altorilievo di grandi dimensioni che riporta la scritta "O CRVX AVE SPES VNICA".
La giurisdizione ecclesiale della parrocchia, nel 1947, venne modificata, e dalla diocesi di Cervia entrò a far parte di quella di Comacchio.
Gli ultimi interventi di restauro conservativo si sono avuti nel 2015, e in questa occasione sono state rifatte le coperture e negli interni si è provveduto alla tinteggiatura ed alla sistemazione della cappella d'inverno.

## Descrizione

### Esterni
La chiesa si trova nell'abitato di Migliarino e mostra il tradizionale orientamento verso est. La facciata a capanna in mattoni a vista è caratterizzata dalla cornice marmorea posta nel 1938 formata dallo zoccolo, dalle lesene laterali e dalla modanatura della copertura. Il portale architravato con finestra a lunetta cieca superiore è incorniciato da altre parti marmoree costituite da due colonne che reggono il piccolo frontone triangolare.

### Interni
La navata interna ampliata da quattro cappelle laterali. Nella sala sono conservate alcune opere di pregio artistico come la statua in terracotta raffigurante la Beate Vergine delle Grazie e la tavola del XVI secolo raffigurante la Croce con l'imperatore Costantino e Sant'Elena.